# Eudorylas clausum
Eudorylas clausum är en tvåvingeart som beskrevs av Skevington 2003. Eudorylas clausum ingår i släktet Eudorylas och familjen ögonflugor.
Artens utbredningsområde är New South Wales. Inga underarter finns listade i Catalogue of Life.